# Solveig Tunold
Solveig Tunold, född 1900 i Bergen, död 1994, var en norsk litteraturvetare och bibliotekarie.
Tunold blev filologie kandidat 1931. Från 1920 var hon knuten till universitetsbiblioteket i Oslo; åren 1932–1970 tjänstgjorde hon vid handskriftsavdelningen.
Tunold skrev om litterära, psalmhistoriska och biografiska ämnen. Hon publicerade bland annat Sigbjørn Obstfelders Breve til hans bror (1949) och Samlede skrifter i tre band (1950), Bernhard Dunkers Breve til Julie Winther (1954) och Samuel Johnson, et utvalg (1955). Därtill skrev hon en omfattade inledning till Petter Dass-bandet i serien Norges nasjonallitteratur. Tillsammans med Asbjørn Lunge Larsen tog hon fram en tryckt katalog över Jonas Skougaards bibliotek, Bøker og manuskripter (4 band, 1973).